# 안계범
안계범(1969년 3월 10일 ~ )은 대한민국의 배우이자 모델이다.
딸인 안예원이 PRODUCE 48에 참가했으며 과거 주택은행에서  축구선수(골키퍼)로 활동했다.

## 학력
- 강경상업고등학교
- 국립경국대학교 체육학 학사

## 출연작

### 영화
- 2002년 《2009 로스트 메모리즈》... 이노우에 겐지 역
- 2003년 《최후의 만찬》... 밤안개 역
- 2012년 《철가방 우수 씨》... 순용 역

### 드라마
- 2003년 MBC 《조선 여형사 다모》... 가토 마사유키 역

## 경력
- 1996 패션쇼 SFAA 서울컬렉션